# Jedlnia Letnisko (gromada)
Jedlnia Letnisko (pisownia bez łącznika, rzadziej z łącznikiem: Jedlnia-Letnisko) (najmniejsza jednostka podziału terytorialnego Polskiej Rzeczypospolitej Ludowej w latach 1954–72) z siedzibą GRN w Jedlni Letnisku.
Gromady, w których gromadzkie rady narodowe (GRN) były organami władzy najniższego stopnia na wsi, funkcjonowały od reformy reorganizującej administrację wiejską przeprowadzonej jesienią 1954 do momentu ich zniesienia z dniem 1 stycznia 1973, tym samym wypierając organizację gminną w latach 1954–1972.
Gromadę Jedlnia Letnisko siedzibą GRN w Jedlni Letnisku utworzono w powiecie radomskim w woj. kieleckim, na mocy uchwały nr 13i/54 WRN w Kielcach z dnia 29 września 1954 (ogółem gromad na obszarze Polski zostało utworzonych 8759). W skład jednostki weszły obszary dotychczasowych gromad Jedlnia Letnisko ze zniesionej gminy Gzowice w powiecie radomskim oraz Siczki ze zniesionej gminy Jedlnia w powiecie kozienickim. Liczbę członków gromadzkiej rady narodowej w tej gromadzie ustalono na 26..
1 stycznia 1958 gromadę Jedlnia-Letnisko (pisownia z łącznikiem) zniesiono w związku z nadaniem jej statusu osiedla. Siczki i inne tereny odłączono od osiedla Jedlnia-Letnisko 1 stycznia 1970, włączając je do gromady Groszowice.
Status osiedla Jedlnia-Letnisko zachowała do końca 1972 roku, czyli do kolejnej reformy gminnej, po czym z dniem 1 stycznia 1973 została siedzibą nowo utworzonej gminy Jedlnia-Letnisko.